# Чон, Кристал
Чон Кристал (кор. 크리스탈 정, при рождении Чон Су Чжон; род. 24 октября 1994, более известная как Кристал) — южнокорейская певица и актриса. В 2009 году дебютировала как участница южнокорейской гёрл-группы f(x) под управлением S.M. Entertainment, является участницей проекта SM The Ballad. Помимо деятельности в группе также занимается актёрской карьерой, известна по ролям в проектах «Неудержимый пинок 3: Месть коротконогих» (2011−2012),  «Наследники» (2013) и «Слишком прекрасна для меня» (2014) и других.

## Ранние годы
Кристал Су Чон родилась в Сан-Франциско, США, куда её семья переехала в 1980-х годах. В начале 2000 года они отправились в Южную Корею, где Кристал и её старшая сестра Джессика были замечены агентством S.M. Entertainment. Кристал снялась в видеоклипе Shinhwa «Wedding March», и ей, как и Джессике, было предложено отправиться в компанию на стажировку, чтобы профессионально заниматься пением и танцами. Родители ответили отказом, аргументируя это слишком юным возрастом Кристал, а Джессика присоединилась к агентству. Позже, в 2007 году, она дебютирует в группе Girls’ Generation, и сёстры Чон будут появляться вместе на многих мероприятиях.
В 2002 году Кристал начала сниматься в рекламе. Впервые она появилась в рекламном ролике Lotte вместе с актрисой Хан Га Ин. В 2006 году родители позволили ей присоединиться к агентству, и она прошла прослушивание, после чего была направлена на уроки танцев. Кристал стажировалась на протяжении трёх лет, прежде чем дебютировать в f(x) в 2009 году.
После переезда в Корею Кристал обучалась в Korea Kent Foreign School; 7 февраля 2013 года окончила Hanlim Performing Arts High School. Поступила в Университет Сонгюнгван по специальности театра.

## Карьера

### 2009−13: Начинания в карьере
Кристал дебютировала как участница гёрл-группы f(x) в сентябре 2009 года.
В марте 2010 года Кристал приняла участие в серии видеороликов в рамках проекта «Мелодия», играя ученицу, влюблённую в учителя по музыке. Она выпустила песню «Melody» специально для данного проекта. Затем Кристал стала ведущей шоу The M-Wave вместе с Санхёном из MBLAQ. Она также участвовала в шоу «Вперёд! Команда мечты 2», где побила рекорд по прыжкам в высоту, который впервые был поставлен 10 лет назад. В июле девушка дебютировала в эпизодической роли в одном из эпизодов дорамы «Более привлекательна днём». За своё появление она выиграла в номинации «Комедийный новичок» на MBC Entertainment Awards.
В 2011 году Кристал выпустила песню «Because of Me» для дорамы «Знак», а также выпустила дуэт «Grumbling» с Итуком из Super Junior. В июле она участвовала в шоу «Поцелуй и слёзы» и заняла там первое место. Ким Ён А похвалила её: «Её навыки достаточно демонстрируют мне то, если бы кто-то сказал, что Кристал фигуристка». В ноябре Кристал появилась в проекте «Неудержимый пинок 3».
В 2012 году был выпущен сингл «Butterfly», записанный с Джессикой для дорамы «Прекрасной тебе», главную роль в которой исполнила Солли. В 2013 году Кристал сыграла одну из ролей в сериале «Наследники».

### 2014−2019: SM The Ballad и роли в кино
В 2014 году Кристал присоединилась к проекту SM the Ballad, основанному S.M. Entertainment в 2010 году. На втором альбоме Breathe она спела японскую версию одноимённого заглавного сингла с Чханмином из TVXQ. Она также исполнила дуэт «When I Was… When U Were…» с Ченом из EXO. 12 февраля они выступили вместе на S.M. The Ballad Joint Recital. В марте Кристал появилась в 81 эпизоде ситкома «Картофельная звезда». Ко Гёнпхё отметил её камео как «приятный момент, чтобы запомнить». В апреле состоялся релиз песни «Say Yes», записанной с Джессикой и тогдашним участником EXO Крисом для фильма «Сделай движение». В июне стартовало реалити-шоу «Джессика и Кристал», в котором была показана повседневная жизнь Кристал и её сестры. Позднее в том же году она получила ведущую роль в дораме «Моя любимая девушка» вместе с Рейном и Мёнсу. Специально для проекта Кристал выпустила песню «All Of A Sudden». За свою роль девушка одержала победу в номинации «Самая Популярная Актриса» в категории телевидения на Baeksang Arts Awards.
В мае 2015 года Кристал приняла участие в 10-минутном фильме «Слушай мою песню» в честь десятой годовщины журнала W Korea. В октябре была заявлена на главную женскую роль в предстоящем фильме «Неожиданная любовь» с Лэем из EXO. 28 ноября S.M. Entertainment объявили, что её также выбрали на главную женскую роль в китайской драме «Выпускной сезон».
15 февраля 2017 года состоялся релиз сингла «I Don’t Wanna Love You», записанного при участии Чжу Ван Кима из дуэта Glen Check. В том же месяце Кристал утвердили на одну из главных ролей в сериале «Невеста речного Бога». В том же году она снялась в черной комедийной драме "Тюремная мудрость; она получила хорошие отзывы за ее работу. Кристал была названа «Женщиной года» по версии GQ Korea.
В 2018 году Кристал была назначена главной женщиной в драматическом боевике от OCN «Игрок».
В 2019 году Кристал и Джессика сняли свое второе реалити-шоу в Соединенных Штатах. В том же году она снялась в независимом романтическом фильме Aaebigyuhwan и романтическая комедия «Кисло-сладкое».

### 2020−н.в: Новые роли и уход из SM Entertainment
В 2020 году Кристал снялась в военной дораме «Поиск», где она играет элитного армейского офицера. Дорама вышла в эфир 17 октября.
В октябре 2020 года официально покинула агентство SM Entertainment, т.к контракт истёк. Она подписала контракт с H& Entertainment в качестве своего нового агентства.
В 2021 году Кристал снялась в дораме KBS2 «Полицейский университет», сыграв О Кан Хи, первокурсницу Национального полицейского университета, вместе с Ча Тхэ Хеном и Джинëном.
В 2022 году Кристал снялась в романтической комедийной дрраме KBS2 «Безумная любовь» вместе с Ким Чжэ Уком.

## Личная жизнь
1 апреля 2016 года стало известно об отношениях Кристал Чон с участником EXO Кхаем. 31 мая 2017 года была подтверждена информация об их расставании.

## Дискография
| «Hard but Easy» (с Луной)                                      | 2009 | —  |                      | Invincible Lee Pyung Kang OST                                                              |                                                                                            |                                                                                            |                                                                                            |                                                                                            |                                                                                            |                                                                                            |                                                                                            |                                                                                            |                                                                                            |
| «Spread Its Wings» (с Луной и Эмбер)                           | 2010 | —  |                      | God of Study OST                                                                           |                                                                                            |                                                                                            |                                                                                            |                                                                                            |                                                                                            |                                                                                            |                                                                                            |                                                                                            |                                                                                            |
| «Calling Out» (с Луной)                                        | 2010 | —  |                      | Cinderella’s Sister OST                                                                    |                                                                                            |                                                                                            |                                                                                            |                                                                                            |                                                                                            |                                                                                            |                                                                                            |                                                                                            |                                                                                            |
| «Melody»                                                       | 2010 | —  |                      | Melody Project Part II — Moderato                                                          |                                                                                            |                                                                                            |                                                                                            |                                                                                            |                                                                                            |                                                                                            |                                                                                            |                                                                                            |                                                                                            |
| «Because of Me»                                                | 2011 | —  |                      | Sign OST                                                                                   |                                                                                            |                                                                                            |                                                                                            |                                                                                            |                                                                                            |                                                                                            |                                                                                            |                                                                                            |                                                                                            |
| «Grumbling» (с Итуком)                                         | 2011 | —  |                      | Sunday Night — Enjoy Today OST                                                             |                                                                                            |                                                                                            |                                                                                            |                                                                                            |                                                                                            |                                                                                            |                                                                                            |                                                                                            |                                                                                            |
| «Butterfly» (с Джессикой)                                      | 2012 | 22 | - KOR (DL): 300,352+ | To the Beautiful You OST                                                                   |                                                                                            |                                                                                            |                                                                                            |                                                                                            |                                                                                            |                                                                                            |                                                                                            |                                                                                            |                                                                                            |
| «When I Was… When U Were…» (с Ченом как часть SM The Ballad)   | 2014 | 31 | - KOR (DL): 76,017+  | SM the Ballad Vol. 2 — Breath                                                              |                                                                                            |                                                                                            |                                                                                            |                                                                                            |                                                                                            |                                                                                            |                                                                                            |                                                                                            |                                                                                            |
| «Breath (Japanese Ver.)» (с Чханмином как часть SM The Ballad) | 2014 | —  |                      | SM the Ballad Vol. 2 — Breath                                                              |                                                                                            |                                                                                            |                                                                                            |                                                                                            |                                                                                            |                                                                                            |                                                                                            |                                                                                            |                                                                                            |
| «Say Yes» (с Джессикой и Крисом)                               | 2014 | —  |                      | Make Your Move OST                                                                         |                                                                                            |                                                                                            |                                                                                            |                                                                                            |                                                                                            |                                                                                            |                                                                                            |                                                                                            |                                                                                            |
| «All Of A Sudden»                                              | 2014 | 25 | - KOR (DL): 167,163+ | My Lovely Girl OST                                                                         |                                                                                            |                                                                                            |                                                                                            |                                                                                            |                                                                                            |                                                                                            |                                                                                            |                                                                                            |                                                                                            |
| «I Don’t Wanna Love You» (с Чжу Ван Кимом)                     | 2017 | —  | —                    | «—» означает, что релиз не попал в чарт или же не был выпущен на территории данной страны. | «—» означает, что релиз не попал в чарт или же не был выпущен на территории данной страны. | «—» означает, что релиз не попал в чарт или же не был выпущен на территории данной страны. | «—» означает, что релиз не попал в чарт или же не был выпущен на территории данной страны. | «—» означает, что релиз не попал в чарт или же не был выпущен на территории данной страны. | «—» означает, что релиз не попал в чарт или же не был выпущен на территории данной страны. | «—» означает, что релиз не попал в чарт или же не был выпущен на территории данной страны. | «—» означает, что релиз не попал в чарт или же не был выпущен на территории данной страны. | «—» означает, что релиз не попал в чарт или же не был выпущен на территории данной страны. | «—» означает, что релиз не попал в чарт или же не был выпущен на территории данной страны. |

## Фильмография

### Фильмы
| Год  |   | Русское название   | Оригинальное название | Роль   |
| ---- | - | ------------------ | --------------------- | ------ |
| 2017 | ф | Неожиданная любовь | Unexpected Love       | Фэй Ян |
| 2020 | ф | Больше,чем семья   | More than family      | То Иль |
| 2021 | ф | Кисло-сладкие      | Sweet and Sour        | По Ён  |

### Телесериалы
| Год       |   | Русское название                        | Оригинальное название                    | Роль              |
| --------- | - | --------------------------------------- | ---------------------------------------- | ----------------- |
| 2010      | с | Более Привлекательна Днём               | More Charming By The Day                 | Чон Су Чон        |
| 2011      | с | Добро пожаловать в Шоу                  | Welcome to the Show                      | В роли самой себя |
| 2011—2012 | с | Неудержимый пинок 3: Месть коротконогих | High Kick 3: Revenge of the Short Legged | Ан Су Чон         |
| 2013      | с | Наследники                              | The Heirs                                | Ли Бо На          |
| 2014      | с | Картофельная звезда                     | Potato Star 2013QR3                      | Чон Су Чон        |
| 2014      | с | Моя любимая девушка                     | My Lovely Girl                           | Юн Се На          |
| 2016      | с | Легенда синего моря                     | The Legend of the Blue Sea               | Мин Чжи           |
| 2017      | с | Невеста речного бога                    | Bride of the Water God 2017              | Хе Ра/Мура        |
| 2017      | с | Тюремная Мудрость                       | Prison Playbook                          | Чжи Хо            |
| 2018      | с | Игрок                                   | Player                                   | Чха Хэ Рён        |
| TBA       | с | Выпускной сезон                         | Graduation Season                        | Е Ран             |
| 2020      | с | Поиск                                   | Search                                   | Сон Йе Рим        |
| 2021      | с | Полицейская академия                    | Police University                        | О Кан Хи          |
| 2022      | с | Безумная любовь                         | Crazy Love                               | Ли Джи Ён         |

## Награды и номинации
| Год  | Премия                                  | Номинация                                                 | Что номинировано          | Результат |
| ---- | --------------------------------------- | --------------------------------------------------------- | ------------------------- | --------- |
| 2010 | MBC Entertainment Awards                | Лучший Новичок в Ситкоме или Комедии (Комедийный новичок) | Более привлекательна днём | Победа    |
| 2014 | Seoul International Youth Film Festival | Лучшая молодая актриса                                    | Наследники                | Номинация |
| 2014 | DramaFever Awards                       | Лучшая пара с Кан Мин Хёком                               | Наследники                | Победа    |
| 2014 | Style Icon Awards                       | Топ-10 икон стиля (с Джессикой)                           | н/д                       | Номинация |
| 2014 | SBS Drama Awards                        | Награда за особые достижения (Актриса мини-сериалов)      | Моя любимая девушка       | Номинация |
| 2015 | Baeksang Arts Awards                    | Самая популярная актриса (ТВ)                             | Моя любимая девушка       | Победа    |
| 2015 | Fashionista Awards                      | Лучшая модница (Первый приз)                              | н/д                       | Победа    |
| 2016 | Jumei Award Ceremony 2016               | Модная икона                                              | н/д                       | Победа    |
| 2016 | Fashionista Awards                      | Лучшая модница (Первый приз)                              | н/д                       | Победа    |
| 2016 | Korea Fashion Photographers Association | Звезда Года — Фотогеничность                              | н/д                       | Победа    |